# 7737 Sirrah
7737 Sirrah eller 1981 VU är en asteroid i huvudbältet som upptäcktes den 5 november 1981 av den amerikanske astronomen Edward L.G. Bowell vid Anderson Mesa Station. Den är uppkallad efter den brittiska astronomen Alan William Harris.
Den tillhör asteroidgruppen Nysa.